# Estnisches Literaturmuseum

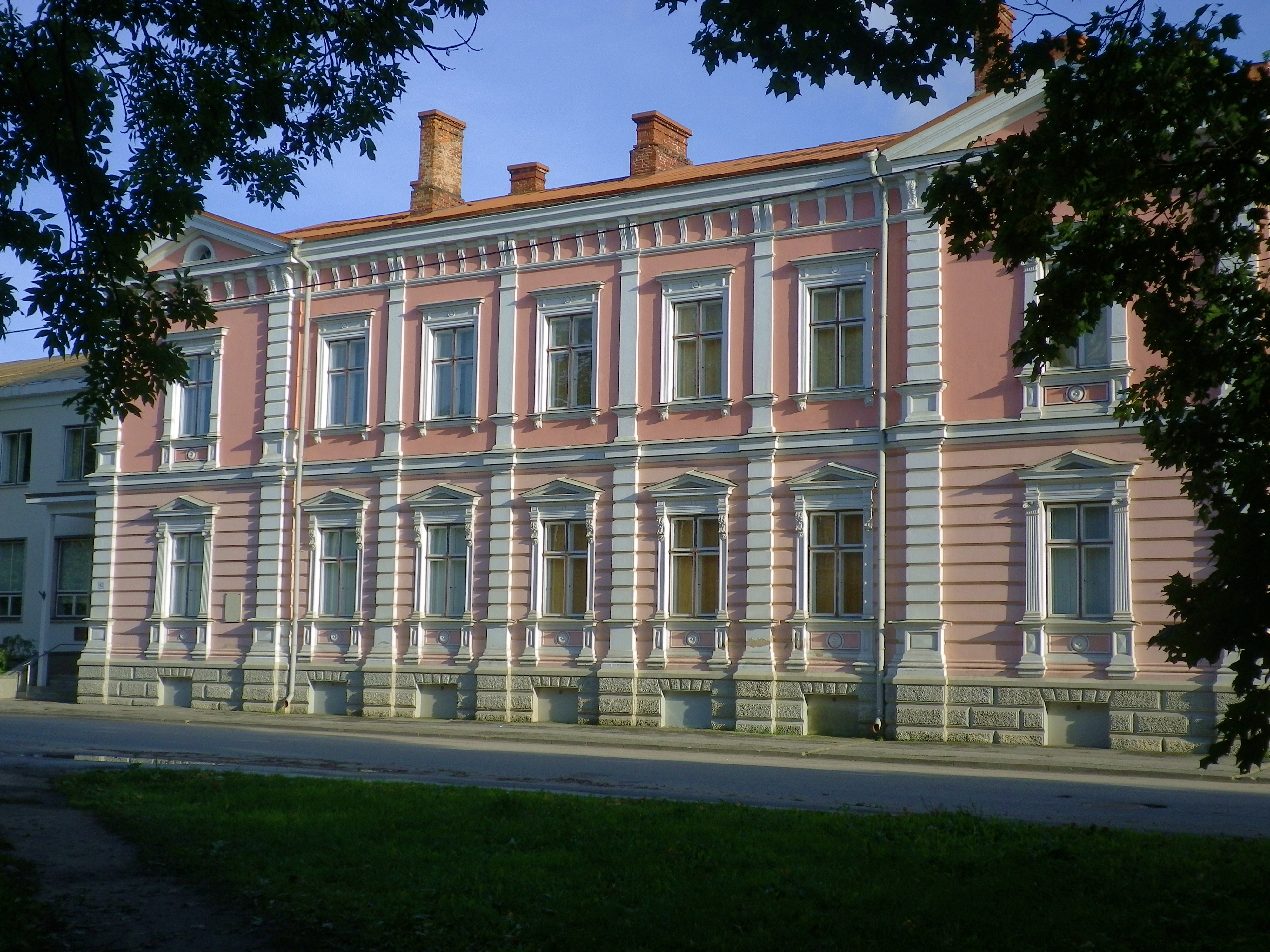
Gebäude des Estnischen Literaturmuseums in Tartu

Das Estnische Literaturmuseum (ELM, estnisch Eesti Kirjandusmuuseum) in Tartu ist ein nationales Forschungsinstitut des Ministeriums für Unterricht und Forschung der Republik Estland. Seine Aufgabe ist es, das vielsprachige Kulturerbe Estlands zu sammeln, zu bewahren und die Ergebnisse und Forschungen der Öffentlichkeit zu vermitteln.

## Geschichte

Das ELM nach der Renovierung (2017)

Die Geschichte des Estnischen Literaturmuseums begann 1909 mit der Gründung des Estnischen Nationalmuseums, das seinerseits auf dem Vermächtnis von Jakob Hurt beruht, der testamentarisch verfügt hatte, dass seine „Sammlung estnischer Volksdichtung, die er seit seinem Sammelaufruf an das estnische Volk 1888 zusammengetragen hatte, nach seinem Tod dem Volk öffentlich zugänglich sein solle.“
Nach der Sowjetisierung Estlands 1940 wurde das Museum in zwei staatliche Museen geteilt, eines für Ethnografie und eines für Literatur. Im Zuge der deutschen Besetzung im Zweiten Weltkrieg wurde das Literaturmuseum geschlossen, nach dem Krieg wurde es als eigenständige Institution fortgeführt.
Seitdem bildete das Literaturmuseum bis 1997 das einzige Museum im Verband der Akademie der Wissenschaften und trug offiziell den Namen „Friedrich-Reinhold-Kreutzwald-Literaturmuseum der Akademie der Wissenschaften der ESSR“. Einige Jahre nach der Wiedererlangung der staatlichen Unabhängigkeit erhielt es 1995 seine frühere Bezeichnung zurück und erweiterte die Herausgabe seines jährlichen Almanachs um Fachartikel, Quelltexte und Primärforschung. Seit 1957 veranstaltet das Literaturmuseum jeden Dezember eine zweitägige Konferenz zu Literatur und Volkskunst, die sogenannten Kreutzwald-Tage zum Gedächtnis an Friedrich Reinhold Kreutzwald, einen der wichtigsten estnischen Schriftsteller des 19. Jahrhunderts.

## Struktur

Das ELM von der Pepler Straße (2017)

Das ELM ist weniger ein Publikumsmuseun, sondern fungiert als Zentralarchiv insbesondere der estnischen Literatur und Volkskunst. Es ist in vier Abteilungen gegliedert:
1. Archivbibliothek des Estnischen Literaturmuseums (mit Archiv und Bibliografie). Gegründet 1909 mit 10.000 estnischsprachigen Bänden, hat sie derzeit einen Bestand von 809.000 Werken mit Büchern und Periodika auch anderer Sprachen, sowie Flugschriften und Landkarten.
2. Estnisches Folklore-Archiv des Estnischen Literaturmuseums, gegründet 1927. Es erforscht die Bräuche, Volkstänze, Text- und Liedgut, Agrokultur usw. vor allem der finno-ugrischen Volkskunde, aber auch der deutsch-baltischen, der russischen, jüdischen und anderer Volksgruppen.
3. Estnisches Kulturhistorisches Archiv des Estnischen Literaturmuseums, entstanden 1929. Es vereinigt die früheren Bestände der estnischen Literaturgesellschaft und des Nationalmuseums sowie zweier Akademieinstitute. Die bedeutendste Sammlung ist jene der Manuskripte und Autografen, gefolgt von jener für Fotos, Kunstgegenständen und Film & Audio.
4. Abteilung für Folkloristik des Estnischen Literaturmuseums, gegründet 1947 mit Arbeitsgruppen für Volksfrömmigkeit, Erzähl- und Kleinkunst sowie Medienkunde. Herausgegeben werden wissenschaftliche Zeitschriften (Folklore und Mäetagused) und 6 Publikationsreihen, darunter die Internationale Volkskundliche Bibliografie, Sator (Volksreligion), Reetor und die Monumenta Estoniae Antiquae mit speziellen Ausgaben auch im Internet.

Neben ihrer jeweils spezifischen Tätigkeit kooperieren die Abteilungen intensiv und stellen ihre Ergebnisse der Öffentlichkeit uneingeschränkt zur Verfügung. Sie veranstalten auch Ausstellungen und Kampagnen, Fachtagungen, Konferenzen und verschiedene Seminare.

## Direktoren
- 1940–1945: Mart Lepik
- 1945–1951: Alice Habermann
- 1952–1954: Salme Lõhmus (kommissarisch)
- 1954–1989: Eduard Ertis
- 1990–1993: Peeter Olesk
- 1993–1995: Rutt Hinrikus (kommissarisch)
- 1995–2005: Krista Aru
- 2005–2015: Janika Kronberg
- 2015–2021: Urmas Sutrop
- 2021–2022: Tõnis Lukas
- 2022: Merike Kiipus
- 2023–        :  Piret Voolaid

## Bilder

ELM Panorama (2017)
ELM (2017)
Die Glasgalerie des ELM (2017)